# Schlacht von Numistro
Saguntum – Lilybaeum II – Rhone – Ticinus – Trebia – Cissa – Trasimenischer See – Ager Falernus – Geronium – Cannae – Nola I – Nola II – Ibera – Cornus – Nola III – Beneventum I – Syrakus – Tarentum I – Capua I – Beneventum II – Silarus – Herdonia I – Obere Baetis – Capua II – Herdonia II – Numistro – Asculum – Tarentum II – Neu Karthago – Baecula – Grumentum – Metaurus – Ilipa – Crotona – Große Felder – Cirta – Zama
Die Schlacht von Numistro war ein Gefecht zwischen Hannibal auf der Seite der Karthager und den Truppen des Marcellus auf Seiten des römischen Reichs um 210 v. Chr.

## Vorgeschichte
Nachdem die Zweite Schlacht von Herdonia siegreich für die Karthager ausging, ließ Hannibal die Stadt Numistro plündern, da sie auf Seiten der Römer kämpfte. Er errichtete sein Lager auf einem Hügel vor der Stadt und erwartete einen Angriff des Konsuls Marcus Claudius Marcellus, der wegen seiner Niederlage bei Herdonia wutentbrannt die Karthager verfolgte. Das römische Heer lagerte in der Ebene, weswegen Marcellus eine schlechte Ausgangsposition für den Kampf hatte. Er versuchte einen Überraschungsangriff auf Hannibal im Morgengrauen, der jedoch an der Wachsamkeit der karthagischen Wächter scheiterte. Es folgte ein Kampf von zwei in sich verkeilten Heeren.

## Ablauf
Die Schlacht dauerte einen ganzen Tag an, ohne dass die Generäle von ihren Strategien viel Gebrauch machen konnten. Bei Einbruch der Dämmerung wurde der Kampf aufgrund von Ermüdung der Krieger eingestellt. Am nächsten Tag zogen die Karthager wieder los, dicht gefolgt von den Römern. Diese Verfolgung endete in der Schlacht von Asculum.